# Seth Gilliam
Seth Gilliam (Nova York, 5 de novembre de 1968), és un actor estatunidenc. És conegut sobretot per les seves representacions d’Ellis Carver a The Wire, Clayton Hughes a Oz, Detective Daniels on Law & Order: Criminal Intent, el Dr. Alan Deaton a Teen Wolf, el pare Gabriel Stokes a The Walking Dead i Sugar Watkins a la pel·lícula Starship Troopers.

## Carrera
La carrera cinematogràfica de Gilliam va començar a principis dels anys noranta. Ha protagonitzat pel·lícules guardonades com Still Alice. Entre els seus altres crèdits cinematogràfics hi ha el sergent Sugar Watkins a la pel·lícula d’acció Starship Troopers de 1997 i el sergent Steven Altameyer a la pel·lícula de 1996 Courage Under Fire.
Gilliam ha tingut diversos papers recurrents a la televisió, inclosos durant la setena temporada de The Cosby Show com a Aaron Dexter, nuvi del personatge d'Erika Alexander, i com Alan Deaton a Teen Wolf. El seu paper més destacat, però, ha estat a The Wire. El 2008, va cridar l'atenció per criticar que el programa fos ignorat per les nominacions als Emmy malgrat el seu èxit crític. També ha tingut diversos papers com a convidats en altres programes com CSI: Miami, Nurse Jackie, Skins, Person of Interest i The Good Wife. Va interpretar a Clayton Hughes a Oz. El maig de 2014, Gilliam va ser escollida com a pare Gabriel Stokes en la cinquena temporada d'AMC The Walking Dead. Juntament amb Chad Coleman i Lawrence Gilliard Jr., és el tercer alumne de The Wire que s'uneix a la sèrie.
Gilliam també ha actuat a l'escenari, interpretant al príncep Eduard en una producció de Richard III del 1993. Va interpretar el paper principal a Othello, primer el 2010 a la Commonwealth Shakespeare Company de Boston i després l'any següent al Houston Shakespeare Festival, dirigit per la seva dona Leah C. Gardiner. La parella va tornar a Houston el 2013 per Antony i Cleopatra, amb Gilliam interpretant a Antony i Gardiner dirigint. Gilliam ha afirmat que prefereix actuar a l'escenari tot i que li encanta la seva feina al cinema i la televisió: "Actuar per a l'escenari és molt més divertit de fer. Hi ha una comunicació instantània amb el públic. Un actor pot saber si ell o no està connectant amb un públic o si entenen què passa."

## Filmografia

### Cinema
| Any  | Títol                                      | Paper              | Notes                         |
| ---- | ------------------------------------------ | ------------------ | ----------------------------- |
| 1993 | Joey Breaker                               | Jeremy Breaker     |                               |
| 1994 | The Hardest Part                           | Derek              | Pel·lícula curta              |
| 1995 | Jefferson in Paris                         | James Hemings      |                               |
| 1996 | Courage Under Fire                         | Altameyer          |                               |
| 1997 | Starship Troopers: Les brigades de l'espai | Sugar Watkins      |                               |
| 1997 | Tar                                        | Tyrone             |                               |
| 2000 | Punks                                      | Marcus             |                               |
| 2002 | Personal Velocity: Three Portraits         | Vincent            |                               |
| 2005 | The Great Wonderful                        | Clayton            | Segment: "La història d'Emme" |
| 2008 | Sympathetic Details                        | Raymond            |                               |
| 2009 | The People v. Leo Frank                    | Jim Conley         |                               |
| 2009 | Què se n'ha fet, dels Morgan?              | U.S. Marshal Lasky |                               |
| 2014 | Still Alice                                | Frederic Johnson   |                               |
| 2023 | Teen Wolf: The Movie                       | Dr. Alan Deaton    |                               |

### Televisió
| Any        | Títol                                                         | Paper                      | Notes                    |
| ---------- | ------------------------------------------------------------- | -------------------------- | ------------------------ |
| 1990–1991  | The Cosby Show                                                | Aaron Dexter               | episodis: 7x10-7x11-7x20 |
| 1992; 2010 | Law & Order                                                   | Babatunde Amoda            | episodis: 3x10-20x21     |
| 1994       | Assault at West Point: The Court-Martial of Johnson Whittaker | Cadet Johnson C. Whittaker | Pel·lícula de televisió  |
| 1999–2001  | Oz                                                            | Clayton Hughes             | 17 episodis              |
| 2002–2008  | The Wire                                                      | Ellis Carver               | 50 episodis              |
| 2005       | Law & Order: Trial by Jury                                    | A.D.A. Terence Wright      | 4 episodis               |
| 2007       | The Bronx Is Burning                                          | Paul Blair                 | episodi: 1x03            |
| 2007–2008  | Law & Order: Criminal Intent                                  | Detective Daniels          | 4 episodis               |
| 2009       | Danys i perjudicis                                            | Mark Waters                | episodi: 2x03            |
| 2009       | CSI: Miami                                                    | Aaron Nolan                | episodi: 7x18            |
| 2009       | Mercy                                                         | Police Officer             | episodi: 1x07            |
| 2010       | Nurse Jackie                                                  | Dr. Lindsey                | episodi: 2x03            |
| 2011; 2015 | The Good Wife                                                 | Jacob Rickter              | episodis: 2x23-6x22      |
| 2011       | Svetlana                                                      | Tomas                      | episodi: 2x07            |
| 2011–2017  | Teen Wolf                                                     | Dr. Alan Deaton            | 43 episodis              |
| 2012       | Person of Interest                                            | Detective Des Franklin     | episodi: 1x18            |
| 2012       | Homeland                                                      | Chapman                    | episodi: 2x06            |
| 2013       | Criminal Minds                                                | Lyle Johnson               | episodi: 9x09            |
| 2014–2022  | The Walking Dead                                              | Gabriel Stokes             | 73 episodis              |
| 2016       | Elementary                                                    | Dr. Ira Wallace            | episodi: 4x18            |
| 2020       | Bull                                                          | Dr. Poulson                | episodi: 4x17            |
| 2023       | Blacklist                                                     | Larry Whitaker             | episodi: 10x16           |
| 2024       | The Walking Dead: The Ones Who Live                           | Gabriel Stokes             | episodi: 1x05            |